# Réseau de zones humides et alluviales des Hurtières
Réseau de zones humides et alluviales des Hurtières este o arie protejată (sit de importanță comunitară — SCI) din Franța întinsă pe o suprafață de 562,3 ha, integral pe uscat.

## Localizare
Centrul sitului Réseau de zones humides et alluviales des Hurtières este situat la coordonatele 45°27′15″N 6°15′46″E / 45.4543°N 6.2628°E.

## Înființare
Situl Réseau de zones humides et alluviales des Hurtières a fost declarat arie specială de conservare în baza directivei 92/43 din 1992 referitoare la conservarea habitatelor naturale și a faunei și florei sălbatice pentru a proteja 1 specie de plante și 3 specii de animale.

## Biodiversitate
Situată în ecoregiunea alpină, aria protejată conține 17 habitate naturale: Râuri de munte și vegetația lor lemnoasă cu Salix elaeagnos, Pajiști uscate seminaturale și facies de acoperire cu tufișuri pe substraturi calcaroase (Festuco-Brometalia) (* situri importante pentru orhidee), Mlaștini calcaroase cu Cladium mariscus și specii de Caricion davallianae, Mlaștini turboase de tranziție și turbării mișcătoare, Turbării active, Ape puternic oligomezotrofe cu vegetație bentonică cu Chara spp., Pajiști alpine și boreale, Formațiuni ierboase bogate în specii de Nardus, dezvoltate pe substraturi silicioase în zone montane (și în zone submontane, în Europa continentală), Liziere de ierburi înalte hidrofile de câmpie și de nivel montan până la alpin, Fânețe de joasă altitudine (Alopecurus pratensis, Sanguisorba officinalis), Formațiuni pioniere alpine de Caricion bicoloris-atrofuscae, Păduri aluvionare cu Alnus glutinosa și Fraxinus excelsior (Alno-Padion, Alnion incanae, Salicion albae), Galerii de Salix alba și de Populus alba, Păduri acidofile de Picea de la nivel montan la nivel alpin (Vaccinio-Piceetea), Pajiști carstice calcaroase sau bazofile, de Alysso-Sedion albi, Pajiști cu Molinia pe soluri calcaroase, turboase sau argilos-nămoloase (Molinion caeruleae), Mlaștini alcaline.
La baza desemnării sitului se află mai multe specii protejate:
- plante (1): moșișoare (Liparis loeselii)
- amfibieni (1): izvoraș-cu-burta-galbenă (Bombina variegata)
- nevertebrate (1): Austropotamobius pallipes
- pești (1): zglăvoacă (Cottus gobio)